# جنگ استقلال یونان
جنگ استقلال یونان یا انقلاب یونان (به یونانی: Ελληνική Επανάσταση) جنگی بود که توسط انقلابیان یونان ضد امپراتوری عثمانی بین سال‌های ۱۸۲۱ تا ۱۸۳۰ انجام گرفت و به استقلال یونان از این امپراتوری منجر شد. انقلابیان یونان توسط کشورهای اروپایی و دولت عثمانی توسط مستعمرات خود یعنی مصر و تونس حمایت شدند.
این جنگ با اعلام استقلال جمهوری یونان از امپراتوری عثمانی در ۲۹ مارس سال ۱۸۲۱ آغاز گشت و این روز به عنوان روز ملی یونان امروزه ثبت شده‌است و پس از چند صد سال از سقوط امپراتوری بیزانس،یک دولت یونانی به وجود آمد.

## حمایت‌های دولتهای غربی
در طول این جنگ دولتهای اروپایی به خصوص امپراتوری روسیه و بریتانیا و فرانسه از استقلال طلبان یونان با ارسال سلاح، تدارکات، پول و حتی مستشار نظامی حمایت می‌کردند در واقع استقلال جمهوری یونان بخشی از سلسله رویدادهایی است که اروپائیان برای فروپاشاندن امپراتوری عثمانی به اجرا درآوردند.
از جمله اقدامات اروپائیان برای حمایت از یونان تربیت نیروهای استقلال طلب یونانی بود که از سال‌ها پیش شروع شده بود الکساندر ایسیلانتیس فرمانده نظامی یونانی‌ها در این جنگ بود که پیش تر پانزده سال در امپراتوری روسیه زندگی کرده و در رومانی برای روسیه با عثمانی‌ها جنگیده بود او همواره مورد حمایت نظامی خارجی قرار داشت، تئودور وولدیمیرسکو نیز یکی دیگر از نظامیان یونانی بود که صدها جوان یونانی را برای جنگ با عثمانی تربیت کرد او خود نیز در ارتش روسیه و بعداً در ارتش فرانسه برای ایجاد جنگ استقلال تعلیم دیده بود.

## نگارخانه

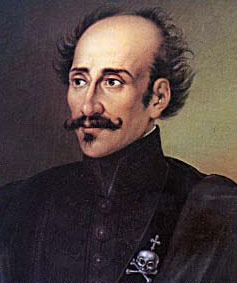
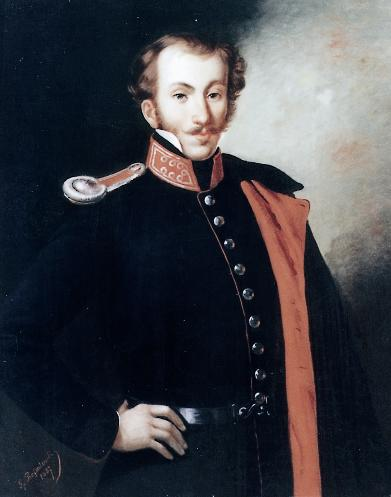
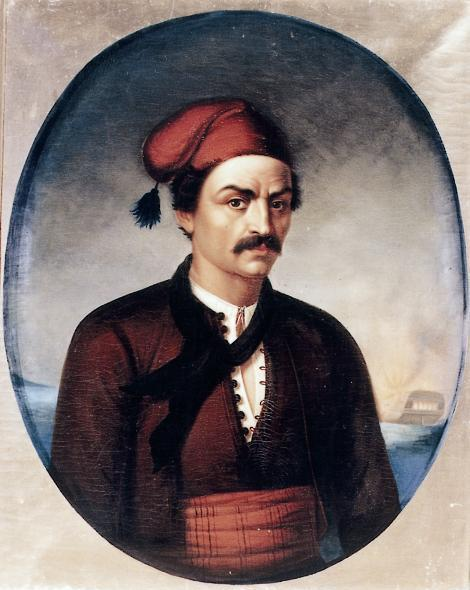
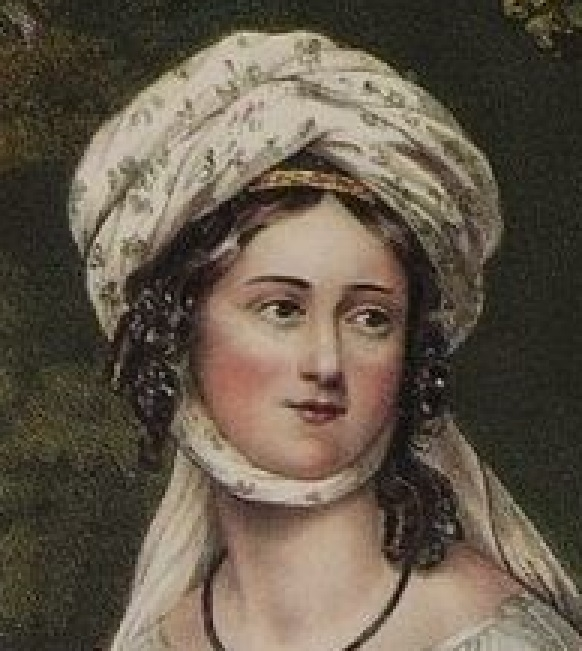
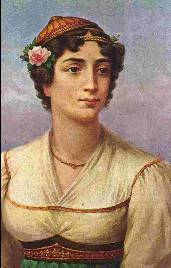
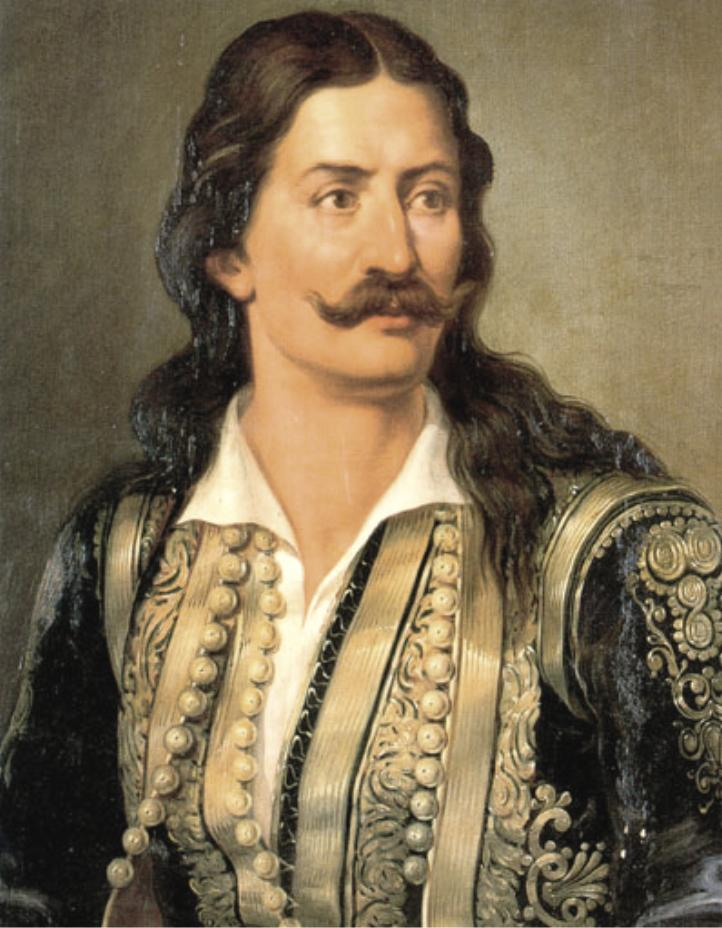
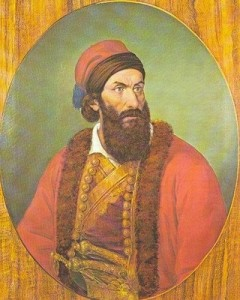
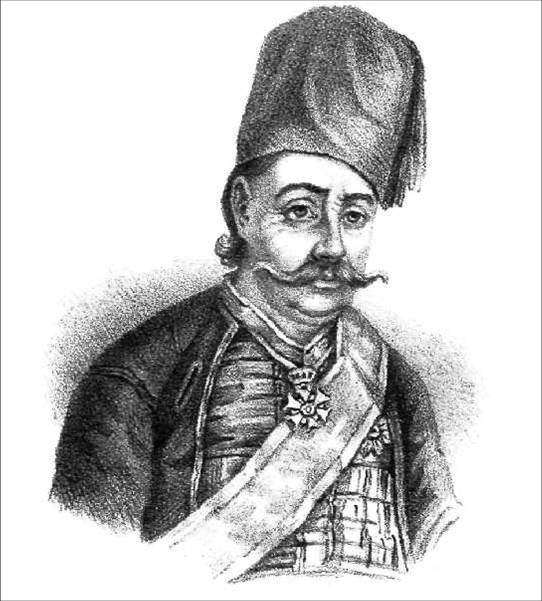
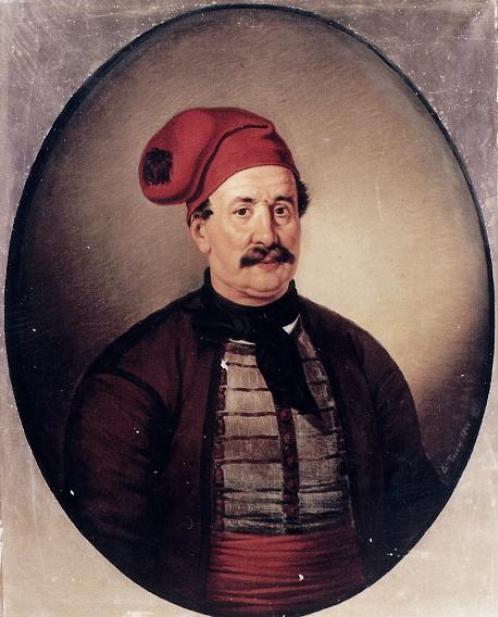
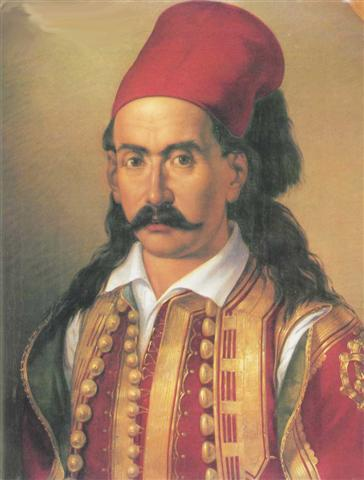
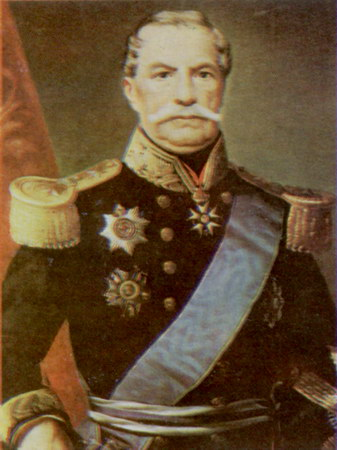
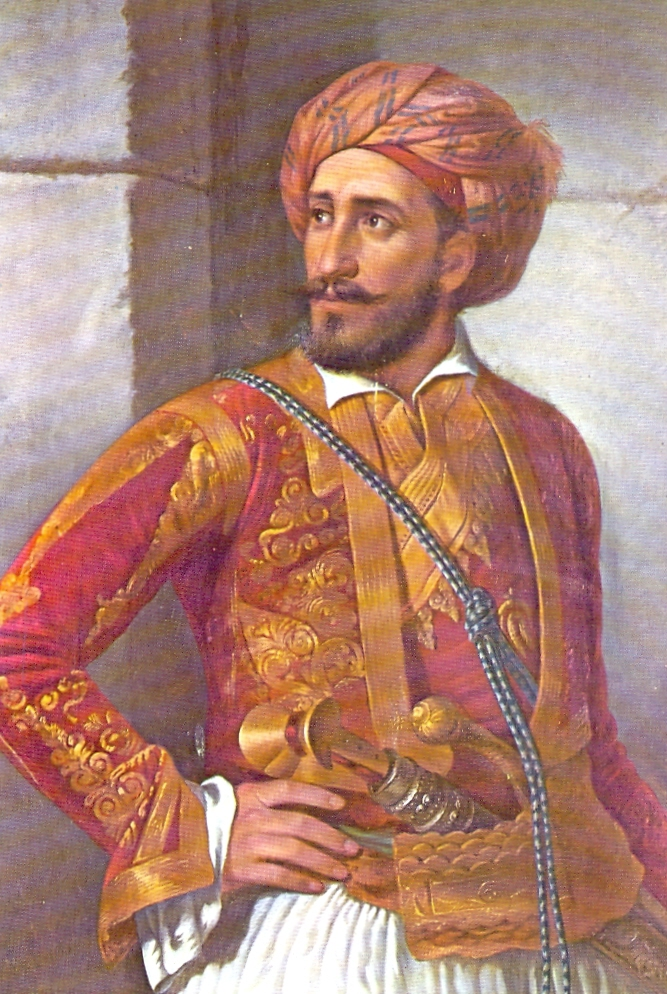
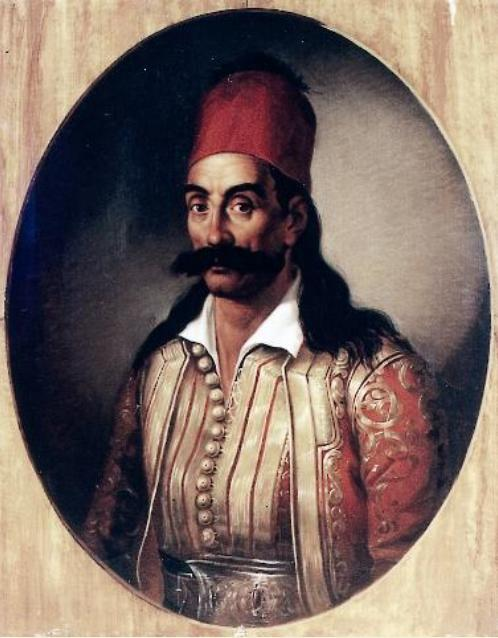
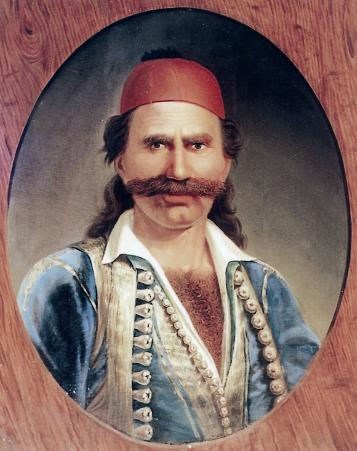
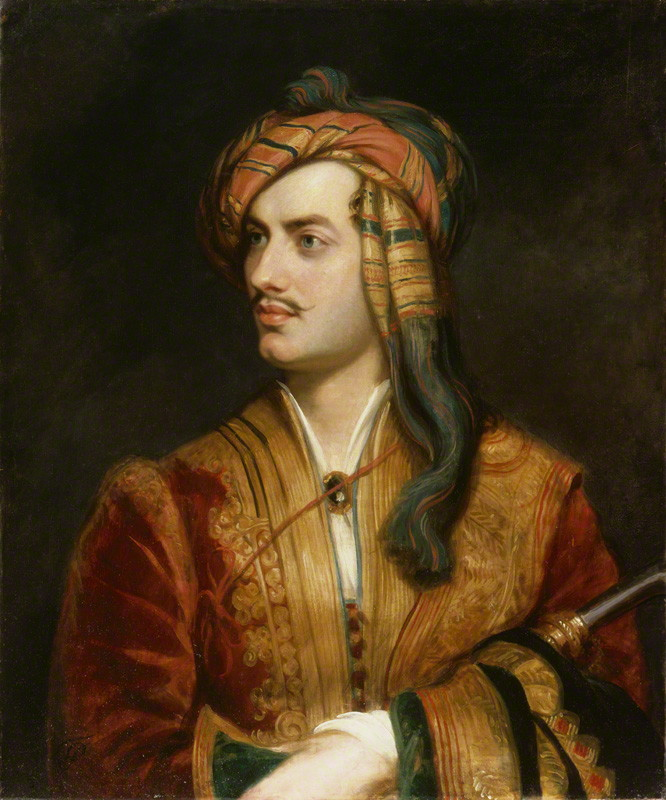
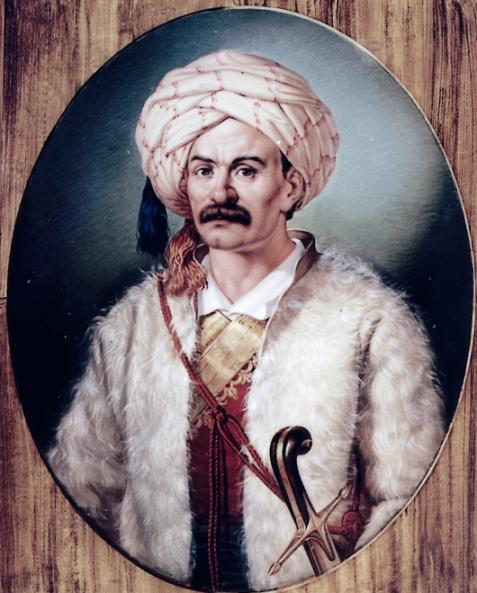
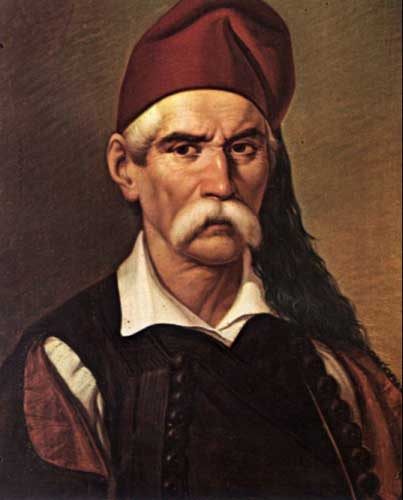